# Hans Roduin
Hans Roduin, pseudoniem van Johannes Jacobus (Ko) Rooduijn, (Utrecht, 2 mei 1915 – Fanghetto, rond 11 april 1989) was een Nederlands dichter, vertaler, galerie- en sociëteitsdirecteur en dramaturg. Hans Roduin stimuleerde en faciliteerde avant-gardistische uitingen in literatuur, beeldende kunst, muziek en theater.

## Biografie

### Debuut als dichter
Roduin debuteerde in 1939 als dichter in het tijdschrift Werk. In datzelfde jaar verschenen enkele van zijn gedichten in In aanbouw - Letterkundig werk van jongeren, een bloemlezing van K. Lekkerkerker. Omdat hij in 1939 weigerde in militaire dienst te gaan, werd hij enige tijd als dienstweigeraar in Veenhuizen opgesloten.
In de Tweede Wereldoorlog behoorde hij tot de groep rond het steeds in een oplage van één exemplaar gepubliceerde tijdschrift De Schone Zakdoek, waarin hij onder de naam Ko Rooduyn gedichten schreef.
In 1945 publiceerde hij clandestien bij Reinold Kuipers de bundel Maanzaad - Tien lethargische gedichten.

### Boekhandelaar en galeriehouder
Naast zijn studie theologie, die hij niet afmaakte, was Roduin al in de oorlog met Jan Meulenbelt een antiquarische verzendboekhandel begonnen in Utrecht. Hij zette deze nog tijdens de oorlog onder de naam d'Eendt voort in de Spuistraat in Amsterdam. Behalve oude boeken en prenten werden in d'Eendt publicaties verkocht van opkomende avant-gardistische dichters en beeldend kunstenaars. In 1950 opende Roduin aan de overzijde van de straat galerie en sociëteit Le Canard, in een oud pakhuis. Hier vonden tot in 1957 manifestaties plaats van de experimentele en andere vernieuwende kunstenaars: tentoonstellingen, lezingen, concerten, discussies als ook theater- en filmvoorstellingen. Le Canard werd een trefpunt van de ‘Beweging van Vijftig’ en kreeg als bijnaam "Cobra-honk", vanwege de Cobrakunstenaars die er kwamen.
Er verschenen ook bibliofiele uitgaven met door kunstenaars vervaardigde prenten en het huis fungeerde als impresariaat voor jonge musici, literatoren en beeldend kunstenaars. In 1953 fuseerde Le Canard met de Amsterdamse Filmliga.
Na de oorlog was Roduin enige tijd redacteur van het studententijdschrift Minerva, vertaalde hij literatuur en non-fictie en verzorgde hij met Hans van Straten de postume bundel Muggen en zwanen (1955) van de dichter Max de Jong.

### Dramaturg
In 1959 trad Hans Roduin, zoals hij zich intussen noemde, als dramaturg in dienst van Toneelgroep Puck, het gezelschap dat in 1961 verderging als Toneelgroep Centrum. Het gezelschap had een vernieuwend repertoire en had vaste regisseurs zoals Walter Kous en Peter Oosthoek. Er werden jonge, Engelse auteurs geïntroduceerd, onder wie Edward Bond, Christopher Hampton, Peter Nichols en Harold Pinter. Pinter gaf Centrum de exclusieve rechten van zijn werk voor Nederland, nadat Roduin de artistieke leiding van het gezelschap had kunnen overtuigen van het belang van Pinter. Enkele van Pinters stukken gingen daardoor bij het gezelschap in wereldpremière. Daarnaast werden werken van Peter Hacks, Pavel Kohout en George Tabori voor het eerst in Nederland opgevoerd. Later richtte het gezelschap zich ook op de ontwikkeling van Nederlands repertoire, wat leidde tot stukken van onder anderen J. Bernlef, Gerben Hellinga, Paul Haenen, Gerard Lemmens, Herman Lutgerink, Peter te Nuyl, Adriaan Venema en Ton Vorstenbosch (soms in samenwerking met Guus Vleugel). De afdeling dramaturgie van Toneelgroep Centrum kreeg in 1968 de Prijs van de Nederlandse Theatercritici voor haar, aldus de jury, "eigentijdse, geëngageerde visie". Een aantal stukken werd door Roduin vertaald, zoals die van Jean Anouilh, Molière, Bertolt Brecht, Jean Genet, Kohout en Pinter.

### Verhuizing naar Italië
Vanaf 1965 bezocht Roduin regelmatig zijn huis in het Italiaanse bergdorp Fanghetto, een frazione van de gemeente Olivetta San Michele, waar hij een groot aantal middeleeuwse ruïnes liet restaureren. Na een hersenbloeding in 1983, die zijn spraakvermogen had aangetast, trok hij zich daar helemaal terug. In 1989 overleed Hans Roduin tijdens een bergwandeling rond 11 april. Zijn lichaam werd op 8 mei van dat jaar gevonden. Na de crematie werd zijn as begraven op het kerkhof van Fanghetto waar ook zijn vierde vrouw, de Duitse fotografe Ingeborg Spielmans, in 2007 is bijgezet.